# Ердаков, Даниил Игоревич
Даниил Игоревич Ердаков (4 июня 1989, Челябинск, СССР) — российский хоккеист, правый нападающий. Воспитанник челябинского «Мечела».
По состоянию на 2025 год — лучший снайпер (193 шайбы), ассистент (284 передачи) и бомбардир (477 очка) ВХЛ.

## Биография
Начал заниматься хоккеем с пяти лет в школе «Трактора». В 2002 году сменил школу на «Мечел». До 2008 года выступал за молодёжные и юниорские команды.
За основной состав «Мечела» дебютировал в 19 лет. Нападающий звена Карпов—Первухин—Ердаков. В 2010 году, дебютировал в ВХЛ. В сезоне 2010/2011 был признан лучшим бомбардиром команды.
Летом 2011 года находился на просмотре ярославского «Локомотива», провел с ним летние сборы в Швейцарии. Даниил Ердаков мог оказаться на борту самолета Як-42, разбившегося 7 сентября 2011 года, т. к в сезоне 2011/2012 был заявлен за основной состав «Локомотива», но перед началом сезона был отдан в аренду в красноярский «Сокол». 30 ноября 2011 года вернулся «Локомотив», начавший в декабре выступления в ВХЛ.
26 января 2013 года было объявлено о переходе Ердакова в московский «Спартак», в обмен на Олега Петрова.
В сезоне 2013/2014 перешёл в систему аффилированного «Спартаку» клуба ВХЛ красноярский «Сокол».

## Статистика
Последнее обновление: 16 января 2014 года
|                    |               |                | Регулярный сезон | Регулярный сезон | Регулярный сезон | Регулярный сезон | Регулярный сезон | Регулярный сезон | Плей-офф | Плей-офф | Плей-офф | Плей-офф | Плей-офф | Плей-офф |
| Сезон              | Команда       | Лига           | Игр              | Г                | П                | Очк              | +/-              | Штр              | Игр      | Г        | П        | Очк      | +/-      | Штр      |
| ------------------ | ------------- | -------------- | ---------------- | ---------------- | ---------------- | ---------------- | ---------------- | ---------------- | -------- | -------- | -------- | -------- | -------- | -------- |
| 2005/06            | Мечел-2       | 1-я, Россия    | 16               | 0                | 0                | 0                | —                | 4                | —        | —        | —        | —        | —        | —        |
| 2006/07            | Мечел-2       | 1-я, Россия    | 38               | 11               | 3                | 14               | —                | 42               | —        | —        | —        | —        | —        | —        |
| 2007/08            | Мечел-2       | 1-я, Россия    | 44               | 22               | 10               | 32               | —                | 24               | —        | —        | —        | —        | —        | —        |
| 2008/09            | Мечел-2       | 1-я, Россия    | 50               | 20               | 22               | 42               | —                | 28               | —        | —        | —        | —        | —        | —        |
| 2008/09            | Мечел         | Высшая, Россия | 3                | 0                | 1                | 1                | -1               | 2                | 1        | 0        | 0        | 0        | -1       | 0        |
| 2009/10            | Мечел-2       | 1-я, Россия    | 6                | 2                | 3                | 5                | —                | 8                | —        | —        | —        | —        | —        | —        |
| 2009/10            | Мечел         | Высшая, Россия | 41               | 9                | 12               | 21               | -1               | 12               | 8        | 1        | 1        | 2        | 0        | 25       |
| 2010/11            | Мечел         | ВХЛ            | 51               | 26               | 14               | 40               | +10              | 55               | —        | —        | —        | —        | —        | —        |
| 2010/11            | МХК Мечел     | МХЛ            | 4                | 3                | 7                | 10               | —                | 24               | —        | —        | —        | —        | —        | —        |
| 2011/12            | Сокол         | ВХЛ            | 25               | 11               | 8                | 19               | +1               | 6                | —        | —        | —        | —        | —        | —        |
| 2011/12            | Локомотив ВХЛ | ВХЛ            | 22               | 4                | 7                | 11               | +2               | 10               | 7        | 0        | 0        | 0        | -3       | 6        |
| 2012/13            | Локомотив ВХЛ | ВХЛ            | 41               | 14               | 11               | 25               | +8               | 20               | —        | —        | —        | —        | —        | —        |
| 2012/13            | Спартак       | КХЛ            | 2                | 0                | 0                | 0                | 0                | 2                | —        | —        | —        | —        | —        | —        |
| Кубок Надежды 2013 | Спартак       | КХЛ            | —                | —                | —                | —                | —                | —                | 3        | 0        | 0        | 0        | -2       | 0        |
| 2013/14            | Сокол         | ВХЛ            | 38               | 10               | 13               | 23               | +7               | 20               | —        | —        | —        | —        | —        | —        |